# شهرستان جفرسون (ویرجینیای غربی)
شهرستان جفرسون، ویرجینیای غربی (به انگلیسی: Jefferson County, West Virginia) یک سکونتگاه مسکونی در ایالات متحده آمریکا است که در ویرجینیای غربی واقع شده‌است.

## خصوصیات
شهرستان جفرسون ۵۴۹٫۰۸ کیلومترمربع مساحت دارد.

## نگارخانه

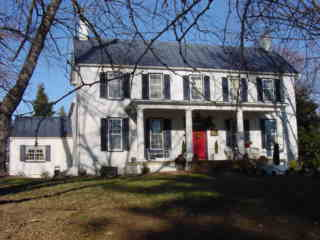
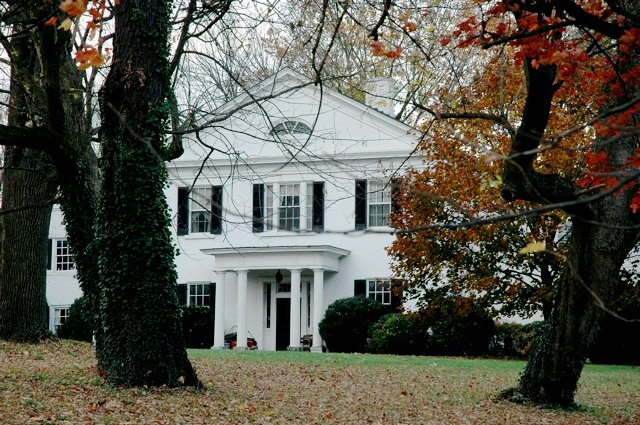
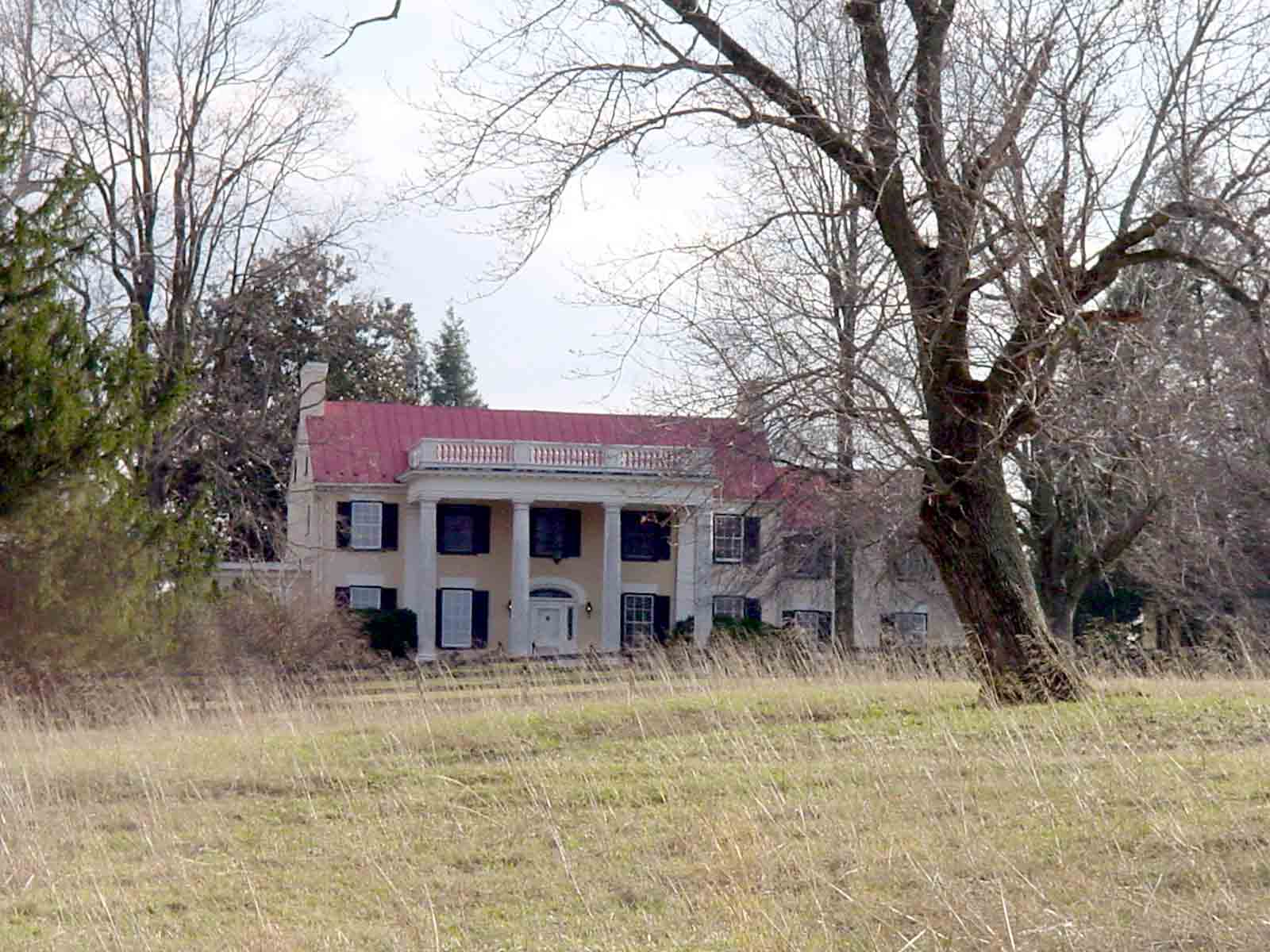
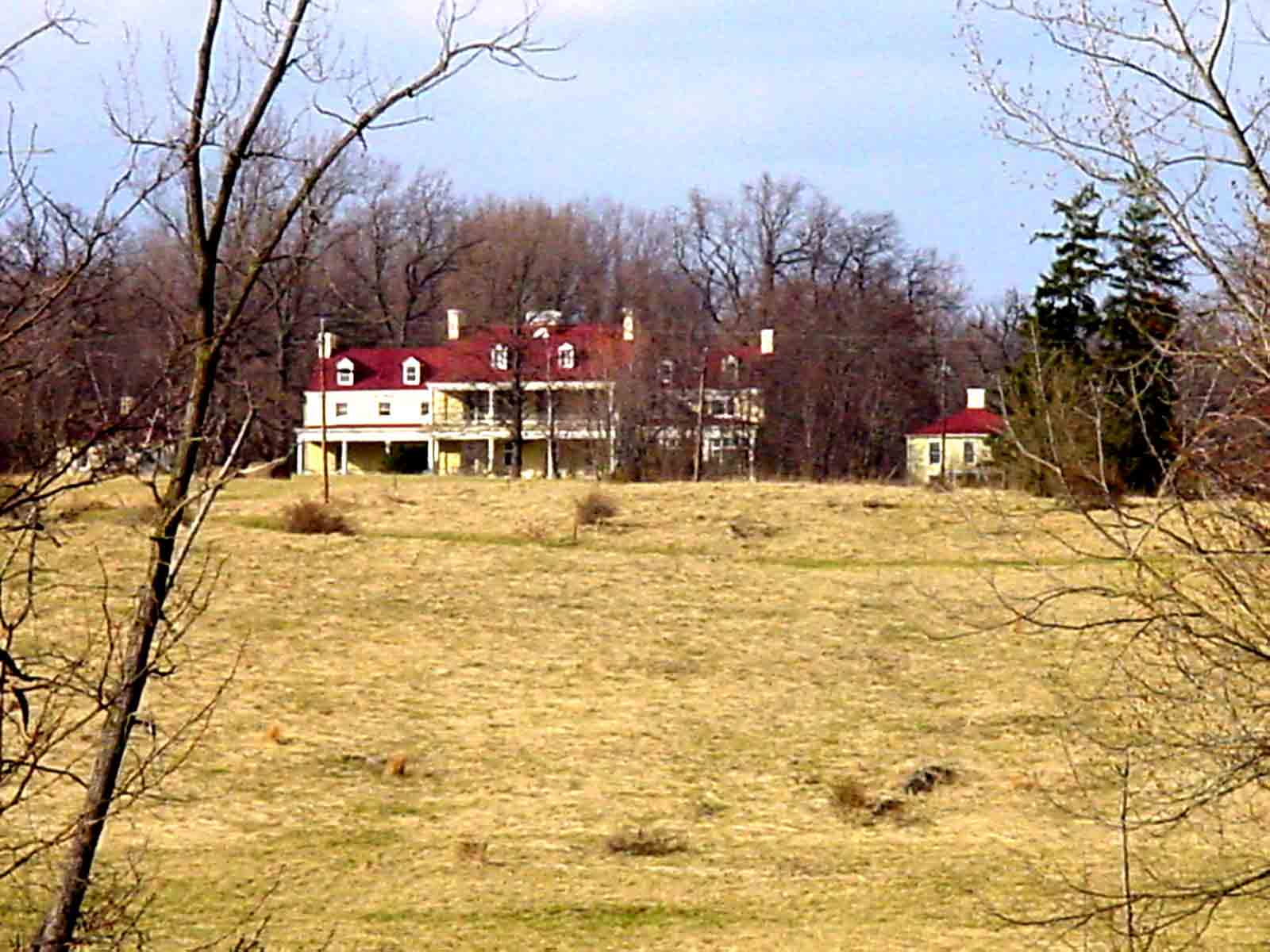
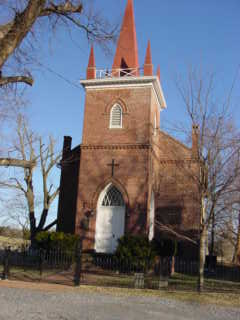
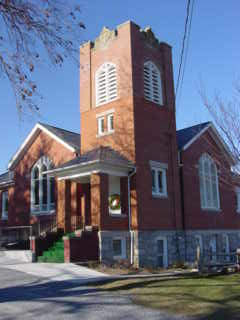